# کلیسای نشان مقدس (یغگیس)
کلیسای نشان مقدس (ارمنی: Սուրբ Նշան եկեղեցի) یک کلیسا متعلق به کلیسای حواری ارمنی واقع در شهر یغگیس، استان وایوتس‌جور ارمنستان می‌باشد. ساخت و ساز این ساختمان در سده ۱۳ام میلادی؛ به پایان رسید. این بنا به سبک معماری ارمنی طراحی شده است.